# 北串山村
北串山村（きたくしやまむら）は、長崎県の島原半島にあった村。南高来郡に属した。1955年（昭和30年）に北隣の小浜町と合併し、改めて発足した小浜町の一部となった。
現在の雲仙市小浜町の南部にあたる。

## 地理
島原半島の南西部に位置し、海岸線を千々石湾（橘湾）に接する。
- 河川：金浜川、飛子川（境川）、浦河内川、陰平川、菜切川
- 溜池：諏訪池（上池・中池・新池）

## 沿革
近世初頭は串山村1村であったが、承応元年に北串山村と南串山村の2村に分けられた。
- 1889年（明治22年）4月1日 - 町村制施行により、南高来郡北串山村が単独村制にて発足。
- 1955年（昭和30年）2月1日 - 小浜町と合併して改めて小浜町が発足し、北串山村は自治体として消滅。

## 人口
1893年出版の『長崎県南高来郡町村要覧 下編』によると、戸数757戸、人口4129人。

## 経済

### 産業
農業
『大日本篤農家名鑑』によれば北串山村の篤農家は「松藤總衛、眞島馬蔵、甲斐七郎、隈部新十郎、吉原角馬、松島九郎、木下十蔵」などである。
商工業
清酒醸造1戸、樟脳3所、荷受問屋1戸、米穀仲買1人、居商26戸。

## 地名
名を行政区域とする。北串山村は1889年の町村制施行時に単独で自治体として発足したため、大字は無し。
なお、北串山村では名の名称を十干に置き換えて表記する。
- 甲 ／ 金浜名
- 乙 ／ 木場名[3]

『長崎県南高来郡町村要覧 下編』北串山村の頁では地内の名数を3名とし、木場名は金浜名に、大亀名は山畑名にそれぞれ統合された旨の記載があるが、村内での行政上の区分けとみられる。※地名参考。
- 丙 ／ 大亀名[3]
- 丁 ／ 山畑名
- 戊 ／ 飛子名

## 出身・ゆかりのある人物
- 松永東（弁護士、政治家） - 衆議院議長、文部大臣などを歴任。弁護士、衆議院議員松永光の養父である。